# Broncos de Lethbridge
Pour les articles homonymes, voir Broncos.
Les Broncos de Lethbridge sont une équipe de hockey sur glace qui était basée à Lethbridge dans l'Alberta de 1974 à 1986.

## Historique
L'équipe a été créée à Swift Current dans la Saskatchewan en 1967 en tant qu'équipe de la Ligue de hockey de l'Ouest. En 1974, la franchise déménage à Lethbridge. En effet, l'équipe n'était pas rentable à Swift Current et le Lethbridge Sportsplex était construit prêt à accueillir une équipe.

Les Broncos ont alors joué douze saisons à Lethbridge et ont gagné la Coupe du Président en 1983. La franchise est vendue en 1986 et un groupe d'investisseurs de Swift Current ramène la franchise à son lieu de création.
La ville de Lethbridge ne reste cependant pas longtemps sans club de hockey puisqu'un an plus tard, les Wranglers de Calgary emménage dans la ville et devient en 1987 les Hurricanes de Lethbridge.

### Identités de la franchise
- Broncos de Swift Current - de 1967 à 1974
- Broncos de Lethbridge - de 1974 à 1986
- Broncos de Swift Current - depuis 1986

### Honneurs et trophées
- Titre de division 1977-1978 et 1981-1982
- Saison régulière gagnée : 1981-1982
- Coupe du Président : 1982-1983

## Saisons après saisons
Pour les significations des abréviations, voir Statistiques du hockey sur glace.
| Saison  | PJ | V  | D  | N  | BP  | BC  | Pts | Classement   | Séries éliminatoires                      |
| ------- | -- | -- | -- | -- | --- | --- | --- | ------------ | ----------------------------------------- |
| 1974-75 | 70 | 28 | 32 | 10 | 302 | 315 | 66  | 2e est       | Défaite en quart de finale                |
| 1975-76 | 72 | 28 | 35 | 9  | 293 | 352 | 65  | 3e est       | Défaite en quart de finale                |
| 1976-77 | 72 | 28 | 32 | 12 | 324 | 335 | 68  | 3e centrale  | Défaite en demi-finale                    |
| 1977-78 | 72 | 36 | 29 | 7  | 341 | 328 | 79  | 1er centrale | Défaite au tour préliminaire              |
| 1978-79 | 72 | 37 | 28 | 7  | 389 | 326 | 81  | 2d centrale  | Défaite en demi-finale                    |
| 1979-80 | 72 | 28 | 39 | 5  | 329 | 349 | 61  | 6e est       | Défaite au premier tour                   |
| 1980-81 | 72 | 37 | 33 | 2  | 339 | 332 | 76  | 4e est       | Défaite en demi-finale de la division est |
| 1981-82 | 72 | 50 | 22 | 0  | 421 | 280 | 100 | 1er est      | Défaite en finale de la division est      |
| 1982-83 | 72 | 38 | 31 | 3  | 284 | 271 | 79  | 5e est       | Champion de la LHOu                       |
| 1983-84 | 72 | 44 | 28 | 0  | 271 | 256 | 88  | 4e est       | Défaite au premier tour                   |
| 1984-85 | 72 | 30 | 40 | 2  | 295 | 322 | 62  | 5e est       | Défaite au premier tour                   |
| 1985-86 | 72 | 27 | 42 | 3  | 314 | 379 | 57  | 5e est       | Défaite au tour préliminaire              |